# 한국물탐사능력개발협회
한국물탐사능력개발협회는 물이 부족한 농어촌지역에 물 탐사활동을 실시하여 효율적인 물 공급개발에 기여하고, 외국의 선진탐사기법을 도입·운영하여 교육훈련을 통해 그 능력을 배양함을 그 목적으로 2009년 6월 12일 설립된 대한민국 농림수산식품부 소관의 사단법인이다. 사무실은 서울특별시 관악구 봉천6동 1673-21에 있다.